# San Pietro ad Aram (Nápoly)
A San Pietro ad Aram bazilika Nápoly történelmi központjában. Nevét az itt őrzött ereklyéről, az úgynevezett Ara Petriről kapta, Szent Péter apostol legendás oltáráról, amely előtt nápolyi tartózkodása idején megkeresztelte Szent Kandidát és Szent Asprenust a város első püspökeit.

## Története
A templom építését VII. Kelemen pápa rendelte a jubileumi év ünneplése alkalmával, hogy az ünnepségek ne csak Rómára korlátozódjanak, valamint tehermentesítse Nápoly lakosságát a hosszú római zarándoklat alól. A templom eme kiváltságait VIII. Kelemen vonta vissza a 17. században. A templomot a 17. században  Pietro De Marino és Giovanni Mozzetta tervei alapján építették át. 1930-as restaurálása során egy őskeresztény kriptát (San Pietro ad Aram- katakombák)  valamint katakombákat találtak a templom alatt. Ugyanekkor az elbontott kolostorából származó műtárgyat áthelyezték a Sant’Aspreno al Porto-kápolnába.
Belsőjét domborművek gazdagítják, melyek Luca Giordano, Andrea Vaccaro, Massimo Stanzione valamint Giacinto Diano alkotásai.